# 矿山集街道
矿山集街道，是中华人民共和国安徽省淮北市杜集区下辖的一个乡镇级行政单位。

## 行政区划
矿山集街道下辖以下地区：
张庄矿新中社区、张庄矿杨湖社区、朱庄矿东联社区、朱庄矿南湖社区、朱庄矿颐北社区、柿元社区、徐庄社区、朱北社区、杜集社区、张院村、南山村和北西村。